# MusicOMH
musicOMH – brytyjski serwis internetowy o tematyce muzycznej, filmowej i teatralnej, publikujący recenzje albumów i wywiady z artystami.  Serwis był notowany w rankingu Alexa na miejscu 783059.

## Historia i profil
Serwis musicOMH został założony w 1999 przez Michaela Hubbarda. Jego siedziba znajduje się w Londynie. Współpracuje z autorami z Wielkiej Brytanii, Francji, Stanów Zjednoczonych i Kanady. Pod względem profilu zajmuje miejsce pomiędzy gazetowymi dodatkami kulturalnymi a specjalistycznymi tygodnikami muzycznymi. Redaktorem jest Michael Hubbard, a jego zastępcą Steven Johnson.  
W 2009 roku serwis został zaliczony przez dziennik The Independent do 25 najlepszych muzycznych stron internetowych (obok takich witryn, jak: All About Jazz, Classical Archives, eMusic, MixCloud, Pitchfork, Popjustice, Rock's Backpages, Songkick, Stereogum, The Arts Desk i The Quietus).